# Sven Dahlin (1699–1744)

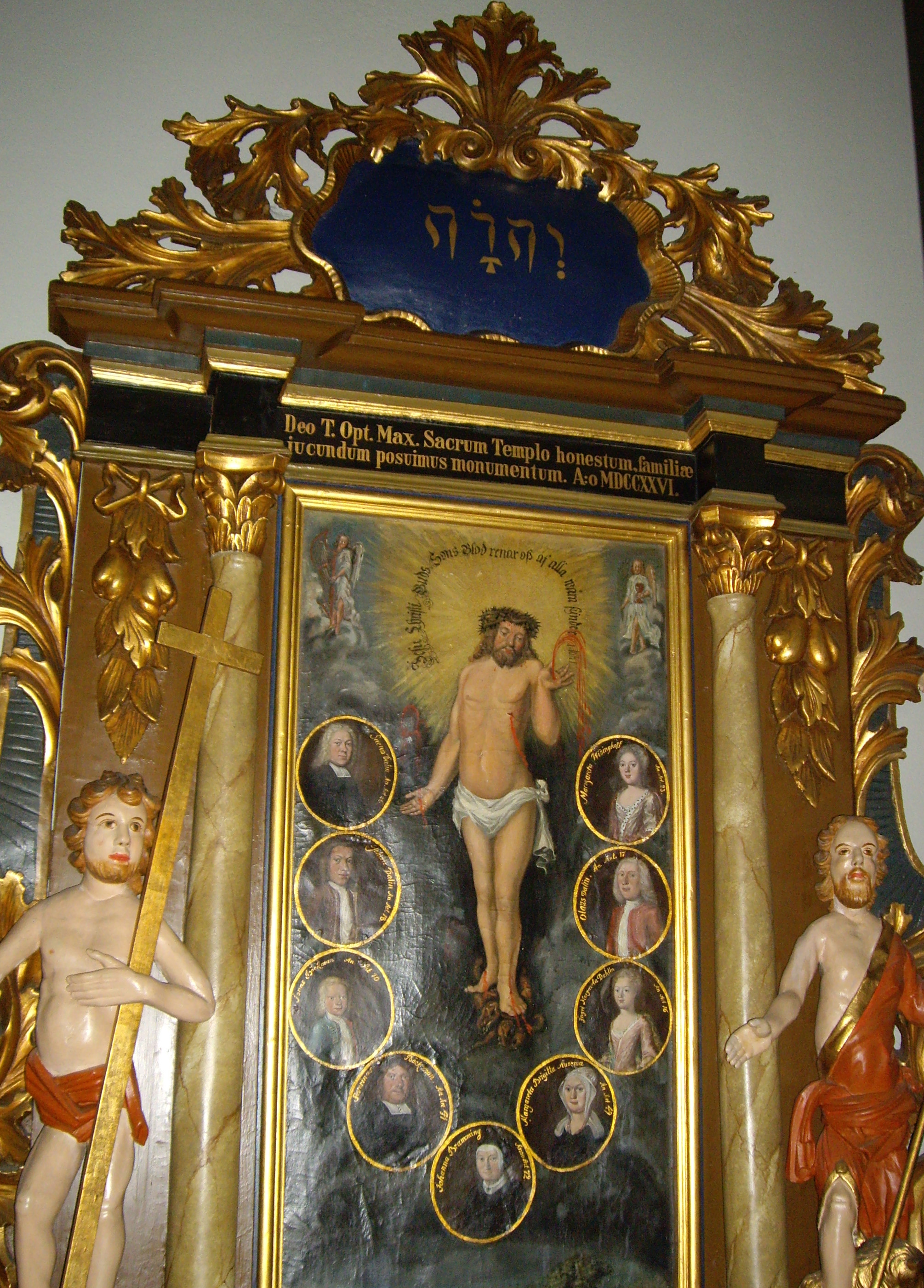
Epitafium i Vinbergs kyrka.

Sven Dahlin, född 1699, död 1744 i Fagered, var en svensk kyrkoherde och målare.
Han var son till Jonas Svenonis Dahlin och Margareta Brita Ausenius samt gift med Maria Beata Bagge. Han var bror till Olof von Dahlin och dotterson till Sven Ausenius. Dahlin var verksam som kyrkoherde i Fagered och Ullared i Göteborgs stift. Som målare har han utfört ett epitafium i Vinbergs kyrka samt porträttmåleri.